# Туркохор
 Тази статия е за селото в Берско.  За селото в Драмско вижте Турско село (дем Драма).  
Туркохор (на гръцки: Πατρίδα, Патрида, катаревуса: Πατρίς, Патрис, старо Τουρκοχώρι, Туркохори) е село в Република Гърция, дем Бер (Верия) на област Централна Македония. Край селото е разположен Добренският манастир „Успение Богородично“.

## География
Селото е разположено в Солунското поле, на 4 km северно от демовия център Бер (Верия) и на 5 южно от село Янчища (Агиос Геогриос) на надморска височина от 120 m. На километър южно е махалата Креватас или Кревата, която в миналото се води отделно селище.

## История

### В Османската империя
В XIX век Туркохор е село в Берска каза на Османската империя. Според Николаос Схинас („Οδοιπορικαί σημειώσεις Μακεδονίας, Ηπείρου, Νέας οροθετικής γραμμής και Θεσσαλίας“) в средата на 80-те години на XIX век Туркохори има 14 къщи. Александър Синве („Les Grecs de l’Empire Ottoman. Etude Statistique et Ethnographique“) в 1878 година пише, че в Туркохори (Turco-khori), Берска епархия, живеят 80 гърци. В 1900 година според Васил Кънчов („Македония. Етнография и статистика“) в селото (Туркохоръ) живеят 170 българи християни. По данни на секретаря на Българската екзархия Димитър Мишев („La Macédoine et sa Population Chrétienne“) в 1905 година в Туркохор (Tourkohor) има 240 българи патриаршисти гъркомани.
В 1910 година в Туркохор (Τουρκοχώρι) има 130 жители патриаршисти.

### В Гърция
През Балканската война в 1912 година в селото влизат гръцки части и след Междусъюзническата в 1913 година Туркохор остава в Гърция. При преброяването от 1913 година в селото има 52 мъже и 31 жени.
В „Етнография на Македония“, издадена в 1924 година, Густав Вайганд описва Туркохор като гранично смесено българо-гръцко село на езиковата граница между двата народа:
| „ | Започвайки от североизток, за граница служи Вардар от неговото устие до вливането на Караасмак, след това новопостроеният, а не старият селски път почни наблизо до Верея (Бер) до селата Микрош и Туркохори, едното има смесено население от българи и гърци, след това, следвайки железопътната линия, стига до Няуста (Негуш), която въпреки че е български град, е напът да бъде гърцизирана, защото голяма част от жителите му говорят в семейството си гръцки. Селата Тарман и Ая Марина са български. Гръцките гранични села следователно са Плати, Палйохори, чиито жители са дошли от Кулакия, Гида, Ресна, Пископи (също известен брой български семейства), Кавашла, Ставрос, Микрос или Микровутци, Туркохори (българи и гърци), Яворница, Рупен, Няуста. | “ |

След Първата световна война в 1922 година в селото са заселени понтийски гърци бежанци от Карс и Кавказ. В 1928 година Туркохор е смесено (местно-бежанско) селище със 124 бежански семейства и 458 жители бежанци.
По време на Гражданската война, през пролетта на 1947 година, жителите на селото са насилствено изселени от властите.
В селото има силогос на името на Евстатиос Хорафас, водач на понтийските заселници и три църкви. „Света Параскева“ е от XVIII век. „Свети Николай“ е построена на основите на по-стар храм в 1954 година, и край нея има смятан за свещен извор, който привлича стотици поклонници годишно. „Сретение Господне“ започва да се строи в 1991 година и носи името на църквата в кавказкото село Тахтагран, от жителите на което се заселват в Туркохор.
| Година    | 1913 | 1920 | 1928 | 1940 | 1951 | 1961 | 1971 | 1981 | 1991 | 2001 | 2011 | 2021 |
| --------- | ---- | ---- | ---- | ---- | ---- | ---- | ---- | ---- | ---- | ---- | ---- | ---- |
| Население | 83   | 58   | 468  | 689  | 686  | 826  | 782  | 994  | 1177 | 1287 | 1492 | 1314 |